# Jahre Viking
Die Jahre Viking war ein Öltankschiff der Klasse der ULCC (Ultra Large Crude Oil Carrier) und wurde durch eine Verlängerung 1980 um 81 Meter zum längsten Schiff der Erde.
Das größte jemals in einem Stück gebaute Schiff war allerdings der 1983 abgewrackte Tanker Pierre Guillaumat.
In den Jahren 2004 bis 2009 diente der Tanker unter dem Namen Knock Nevis als schwimmendes Rohöllager.

## Technische Daten
Die Jahre Viking war 458,45 Meter (ursprünglich 377,45 Meter) ü. A. lang, 68,80 Meter breit, und hatte bei voller Beladung einen Tiefgang von 24,61 Metern. Die Seitenhöhe betrug 29,80 Meter.
Der Tanker war mit 190.000 BRT, nach Verlängerung ab 1980 mit 238.000 BRT und während der Zeit von 1990 bis 2004 (unter norwegischer Flagge) mit 260.815 BRZ vermessen, zuletzt betrug sie 260.941 BRZ. Ihre Tragfähigkeit betrug 420.000 tdw und stieg nach der Verlängerung auf 564.736 tdw an. Die Jahre Viking fasste 4,3 Millionen Barrel = 652 Millionen Liter Rohöl.
Die Antriebsanlage bestand aus zwei Wasserrohr-Hochdruck-Kesseln und einer Dampfturbine von Sumitomo Stal-Laval, Typ AP 50/85. Die max. Dauerleistung betrug 36.745 kW (50.000 PS). Die Geschwindigkeit bei vollem Tiefgang war 15,8 Knoten bei einer Wellendrehzahl von 85/min.

## Geschichte

Größenvergleich der Jahre Viking (als Knock Nevis) mit anderen Schiffen

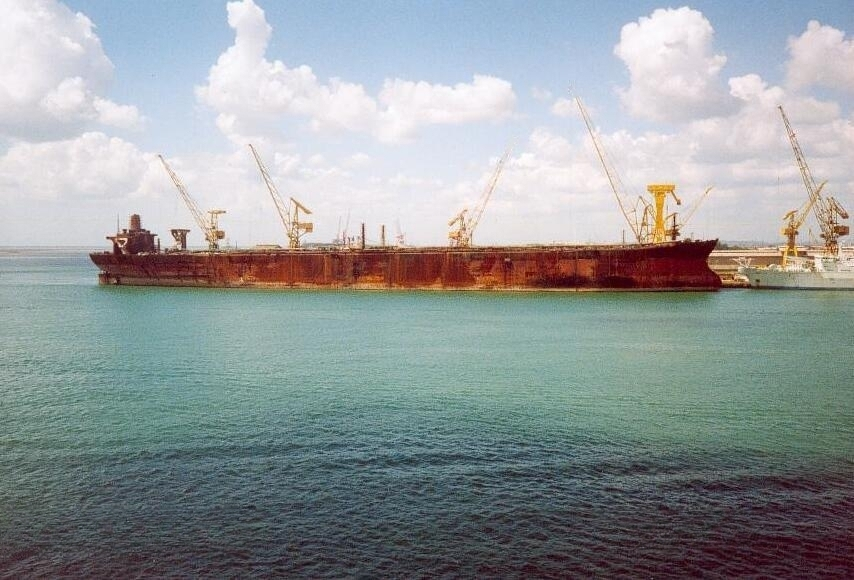
Die Seawise Giant nach dem Brand

Das 1972 von einem griechischen Reeder als 420.000-tdw-Tanker bei Sumitomo Heavy Industries, Oppama Yard, Japan georderte Schiff wurde 1975 unter dem Namen Porthos auf Kiel gelegt und ausgedockt. Es wurde 1976 fertiggestellt, vom Auftraggeber wegen angeblicher technischer Probleme aber nicht abgenommen. Da sich kein anderer Käufer fand, wurde das Schiff von der Bauwerft als Oppama aufgelegt.
1979 kaufte der Hongkonger Reeder C. Y. Tung das Schiff, und es wurde auf den Namen Seawise Giant (C.Y.’s Giant – Ein Wortspiel mit Bezug auf den Eigner) umgetauft. Nach nur einer Fahrt von Japan zum Persischen Golf und zurück wurde es in dreimonatiger Umbauzeit bis Dezember 1980 bei der Nippon-Kokan-Werft in Tsu, Japan, um eine 81-Meter-Sektion verlängert. Die Tragfähigkeit stieg um 144.000 tdw auf 564.000 tdw. Am 14. Mai 1988 wurde es während des Iran-Irak-Krieges von der Irakischen Luftwaffe auf einer Passage durch die Straße von Hormus beschossen. Das Schiff erlitt schwere Schäden und wurde in die Bucht von Brunei geschleppt. Zu diesem Zeitpunkt war es kaum schwimmfähig und daher nicht einsatzbereit.
Nach einer Aufliegezeit als Happy Giant wurde das Schiff nach Ende des Krieges nach Singapur geschleppt, um dort im Oktober 1991 bei der Keppel Shipyard generalüberholt zu werden. Der Rumpf war von dem norwegischen Reeder Anders Jahre erworben worden. Es wurde in Jahre Viking umbenannt. Für die Generalüberholung wurde ein neues, identisches Deckshaus konstruiert. Darüber hinaus wurden 3200 Tonnen Stahl und 32 Kilometer Rohre verbaut. Das Schiff erhielt einen roten Anstrich. Die Kosten für die Überholung betrugen 60 Millionen US-Dollar. 1995 kam das Schiff vollbeladen erstmals nach Frankreich zum Tiefwasser-Tankerölterminal in Kap d’Antifer.
Im Herbst 2003 wurde die Jahre Viking vom Eigentümer Jahre an die Reederei Fred Olsen Tankers verkauft. Eine Verwendung als normaler Rohöltanker war ab Januar 2004 wegen verschärfter Umwelt- und Sicherheitsbestimmungen nicht mehr möglich, da das Schiff kein Doppelhüllentanker war. Im März 2004 begannen in den Dubai Drydocks die Umbauarbeiten an der Jahre Viking. Um sie als schwimmendes Zwischenlager für Rohöl benutzen zu können, wurden der Rumpf und die Tanks überholt. Zudem wurde der gesamte Aufbau des Schiffes verändert und eine Hubschrauberlandeplattform hinzugefügt. Im September 2004 wurden die Arbeiten fertiggestellt. Das Schiff verrichtete unter dem Namen Knock Nevis seinen Dienst als FSO (Zwischenlager für Rohöl) im Al-Shaheen-Ölfeld in Katar.
Im Dezember 2009 wurde der Tanker zum Abbruch verkauft und trat im selben Monat unter dem neuen Namen Mont unter der Flagge von Sierra Leone seine Reise mit Fahrtziel Bhavnagar an, wo letzte Formalitäten vor der Verschrottung in Alang erledigt wurden. Im Januar 2010 wurde das Schiff zum Abbruch in Alang auf den Strand gesetzt. Das Schiff wurde am Plot No. V-1 zerlegt. Die Arbeiten wurden am 12. November 2010 abgeschlossen. Ursprünglich sollte das Schiff in China zerlegt werden, wurde dann aber nach Indien verkauft. Der Anker liegt in einem Museum in Hong Kong.

## Ehemaliges Einsatzgebiet
Aufgrund ihrer Ausmaße war das Einsatzgebiet der Jahre Viking sehr eingeschränkt. Sie konnte weder den Panama- noch den Sueskanal durchqueren und benötigte zum Beispiel einen Anhalteweg von mehr als sechs Kilometern. Aufgrund ihres großen Tiefgangs konnte sie nur eine minimale Anzahl der Welthäfen anlaufen und wurde daher an SPM-Terminals be- und entladen.